# Обилич (град)
Вижте пояснителната страница за други значения на Обилич.
Обилич или Кастриоти (на сръбски: Обилић или Obilić; на албански: Kastrioti или Obiliq) e малък град в Прищински окръг, Косово. Той е център на едноименната община Обилич. Заедно с останалите селища в общината има близо 22 000 жители, предимно албанци.

## География
Градчето е разположено на ок. 8 км северозападно от Прищина, по пътя към Косовска Митровица.

## Име и история
Селището е именовано в чест на митичния сръбски епосен герой Милош Обилич от новите сръбски власти след присъединяването на Косово през 1912. Традиционното име на населеното място е Глободерица.
По време на българското управление през Първата световна война към 1917 г. село Глободерица е център на община и в него живеят 330 души. То е и железопътна гара.
През 1988 г. чрез отделяне на няколко северозадни селища на община Прищина Обилич става център на едноименна отделна община. През 2001 г. градът получава и албанското име Кастриоти в чест на албанския средновековен водач Георги Кастриоти.